# Tetrapterys discolor
Tetrapterys discolor là một loài thực vật có hoa trong họ Malpighiaceae. Loài này được (G.Mey.) DC. miêu tả khoa học đầu tiên năm 1824.